# Dipturus grahami
Dipturus grahami är en rockeart som beskrevs av Last 2008. Dipturus grahami ingår i släktet Dipturus och familjen egentliga rockor. IUCN kategoriserar arten globalt som livskraftig. Inga underarter finns listade i Catalogue of Life.